# Menetia
Menetia – rodzaj jaszczurek z podrodziny Lygosominae w obrębie rodziny scynkowatych (Scincidae).

## Rozmieszczenie geograficzne
Rodzaj obejmuje gatunki występujące w Australii.

## Systematyka
Rodzaj zdefiniował w 1845 roku angielski zoolog John Edward Gray w publikacji własnego autorstwa zatytułowanej Katalog okazów jaszczurek z kolekcji Muzeum Brytyjskiego. Gatunkiem typowym jest (oznaczenie monotypowe) M. greyii.

### Etymologia
Menetia: J.E. Gray nie wyjaśnił etymologii nazwy rodzajowej.

### Podział systematyczny
Do rodzaju należą następujące gatunki:
- Menetia alanae Rankin, 1979
- Menetia amaura Storr, 1978
- Menetia concinna Sadlier, 1984
- Menetia greyii Gray, 1845
- Menetia maini Storr, 1976
- Menetia surda Storr, 1976